# Hipposideros curtus
Hipposideros curtus (Allen, 1921) è un pipistrello della famiglia degli Ipposideridi diffuso nell'Africa centrale.

## Descrizione

### Dimensioni
Pipistrello di piccole dimensioni, con la lunghezza totale tra 69 e 75 mm, la lunghezza dell'avambraccio tra 42 e 47 mm, la lunghezza della coda tra 18 e 23 mm, la lunghezza del piede tra 7 e 8 mm, la lunghezza delle orecchie tra 15 e 22 mm e un peso fino a 7,1 g.

### Aspetto
La pelliccia è lunga, setosa e lanuginosa. Le parti dorsali sono bruno-grigiastre con la porzione centrale dei peli giallo-brunastra, mentre le parti ventrali sono leggermente chiare. Le orecchie sono grandi, rotonde e con una concavità sul bordo posteriore appena sotto l'estremità smussata. L'antitrago è ben sviluppato. La foglia nasale presenta una porzione anteriore larga, che copre interamente il muso e con due fogliette supplementari su ogni lato, un setto nasale ingrandito e di forma discoidale, una porzione posteriore con il margine superiore semi-circolare e con tre setti che la dividono in quattro celle. È presente in entrambi i sessi una sacca frontale. Le membrane alari sono bruno-nerastre. La coda è lunga e si estende leggermente oltre l'ampio uropatagio. Il primo premolare superiore è piccolo e situato leggermente fuori la linea alveolare.

## Biologia

### Comportamento
Si rifugia nelle grotte e tra gli ammassi rocciosi in piccoli gruppi.

### Alimentazione
Si nutre di insetti.

## Distribuzione e habitat
Questa specie è diffusa nel Camerun, Rio Muni e sull'isola di Bioko.
Vive nelle foreste pluviali di pianura fino a 500 metri di altitudine.

## Conservazione
La IUCN Red List, considerato l'areale limitato e seriamente frammentato e il continuo declino nella qualità ed estensione del proprio habitat, classifica H.curtus come specie vulnerabile (VU).